# 로버트 제임스 이튼
로버트 제임스 "밥" 이튼(영어: Robert James "Bob" Eaton, 1940년 2월 13일~) 은 크라이슬러 코퍼레이션의 회장 이자 전 CEO 였던 미국인 사업가이다. 그는 1963년 캔자스 대학교를 졸업하고 이후 제너럴 모터스에 입사하여 그 회사의 X 플랫폼을 개발하는데 도움을 주었다. 이후 1988년 제너럴 모터스 유럽 지사장까지 올랐다.
그러나 리 아이아코카가 당시 크라이슬러 코퍼레이션 후계자를 찾는 과정에서 밥 루츠 등을 제치고 크라이슬러 회장에 오르게 된다. 당시 그는 수익성을 중심으로 일을 하였으며 그로 인해 원가 절감으로 품질 문제를 급부상시켰고 결국 1998년 다임러 벤츠와의 그룹 합병으로 다임러 크라이슬러를 출범시키면서 품질이 어느 정도 개선된 대신 원가 절감 문제를 절정으로 치솟게 하는 계기가 되었다. 그로 인해 그는 대개 대침체 이래 크라이슬러를 물귀신 취급 받게 만든 원흉으로 취급된다. 한편 그는 출범 이후 물러나 2000년에 셰브론 이사직에 올랐다가 2003년 이후까지 캔자스대 기금 협회 이사진으로 남아있었으며, 그 이후로는 야인으로 전락하였다. 한편 아이아코카 전 회장은 훗날 있었던 일들을 회고하며 "내가 차라리 Bob Lutz에 회장 자리를 내정하는게 나았었다."며 후회하였다.

## 같이 보기
- 리 아이아코카
- 로버트 앤서니 루츠